# Ōtomo no Otomaro
Ōtomo no Otomaro (大伴弟麻吕 ou 大伴乙麻吕, 731 - 14 de junho de 809) foi um general do período Nara e do início do período Heian da História do Japão. Membro do Clã Ōtomo. Foi Seii Taishōgun (征夷大将軍, «Grande General Apazigador dos Bárbaros»). Era filho de Ōtomo no Koshibi.

## Vida
- Nascido em 731, foi filho de Ōtomo no Koshibi.[1]
- Em 779 lhe foi concedido o segundo grau da quinta posição de honra.
- Em 780 o Imperador Kammu nomeou Otomaro  tenente (saeji no suke) dos guardas do palácio.[3]
- Em 783 foi o vice-general na Expedição Hitachi.
- Em 791 lhe foi concedido o segundo grau da quarta posição de honra.
- Em 794 é nomeado Seii Taishogun, subjuga os Emishi em Mutsu[4] com auxilio de Sakanoue no Tamuramaro.
- Em 795 lhe foi concedido o segundo grau da terceira posição de honra e da Ordem do Mérito, por suas conquistas militares.[5]
- Morre em 14 de julho de 809.[1]